# هنری مور

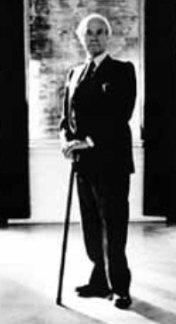

هنری اسپنسر مور (به انگلیسی: Henry Spencer Moore) (زاده ۳۰ ژوئیه ۱۸۹۸–۳۱ اوت ۱۹۸۶) از هنرمندان و تندیس‌گران انگلیسی بود.
وی در خانواده‌ای تهیدست و معدن‌کار در شهر کسلفورد منطقه یورکشایر به دنیا آمد. مور شهرت خود را مدیون تندیس‌های تراش‌خورده مرمر و برنز ریخته‌گری‌شده‌است که معمولاً در اندازه‌های بزرگ و موضوعات انتزاعی ساخته شده‌اند.
مور در ایجاد روند نوگرایی در هنر بریتانیا فرد مؤثری بوده‌است.
شهرت دیگر او در زمینه نگارگری است. نقاشی‌های وی از مردمی که در خلال جنگ جهانی دوم در پناهگاه‌های زیرزمینی می‌زیستند، از اهمیت خاصی برخوردار هستند.
وی همچنین یکی از اعضا گروه «واحد یک» بود؛ که در سال ۱۹۳۳ در انگلیس تشکیل شد.

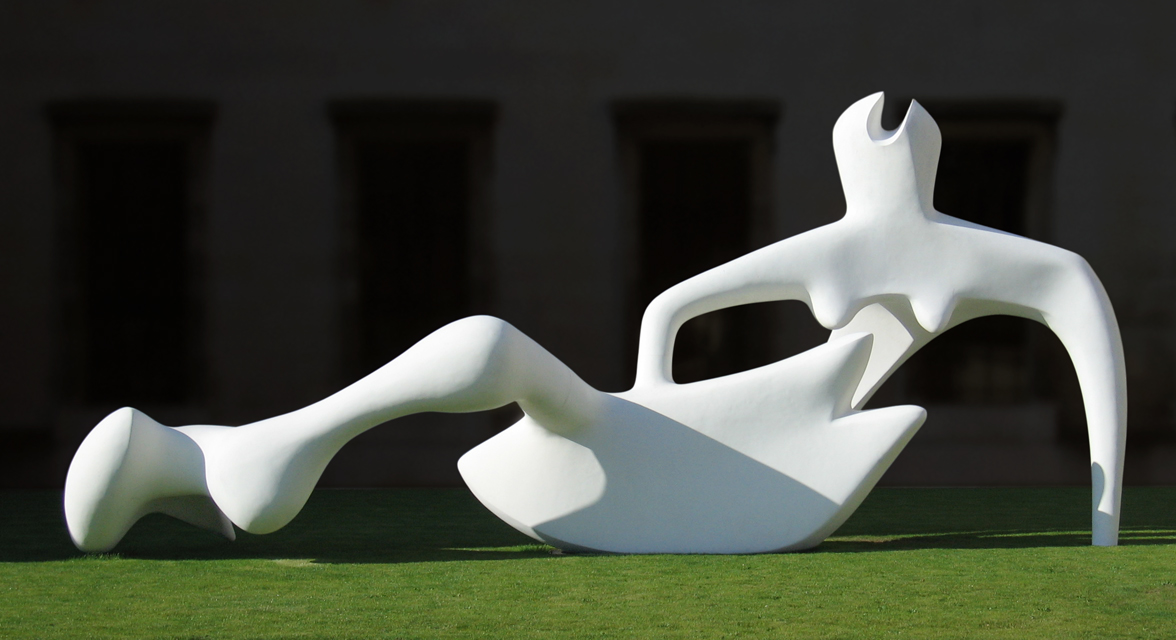
پیکر لَمَنده (۱۹۵۱) کاری از هنری مور

علت شکل عجیب مجسمه‌های هنری که اکثرا زنی با سری کوچک و تنه‌ای بزرگ هست این است که هنری در کودکی کمر و پشت مادر خود را ماساژ می‌داده و این احساسی که از این اتفاق که در کودکی اش پیش آمده، داشته در ضمیر ناخودآگاهش ثبت و در بزرگسالی توسط مجسمه‌هایش بروز داده شده اند.(توضیح کلی که دادم برگرفته از کتاب دلهره های کودکی اثر آلیس میلر هست)

## نگارخانه

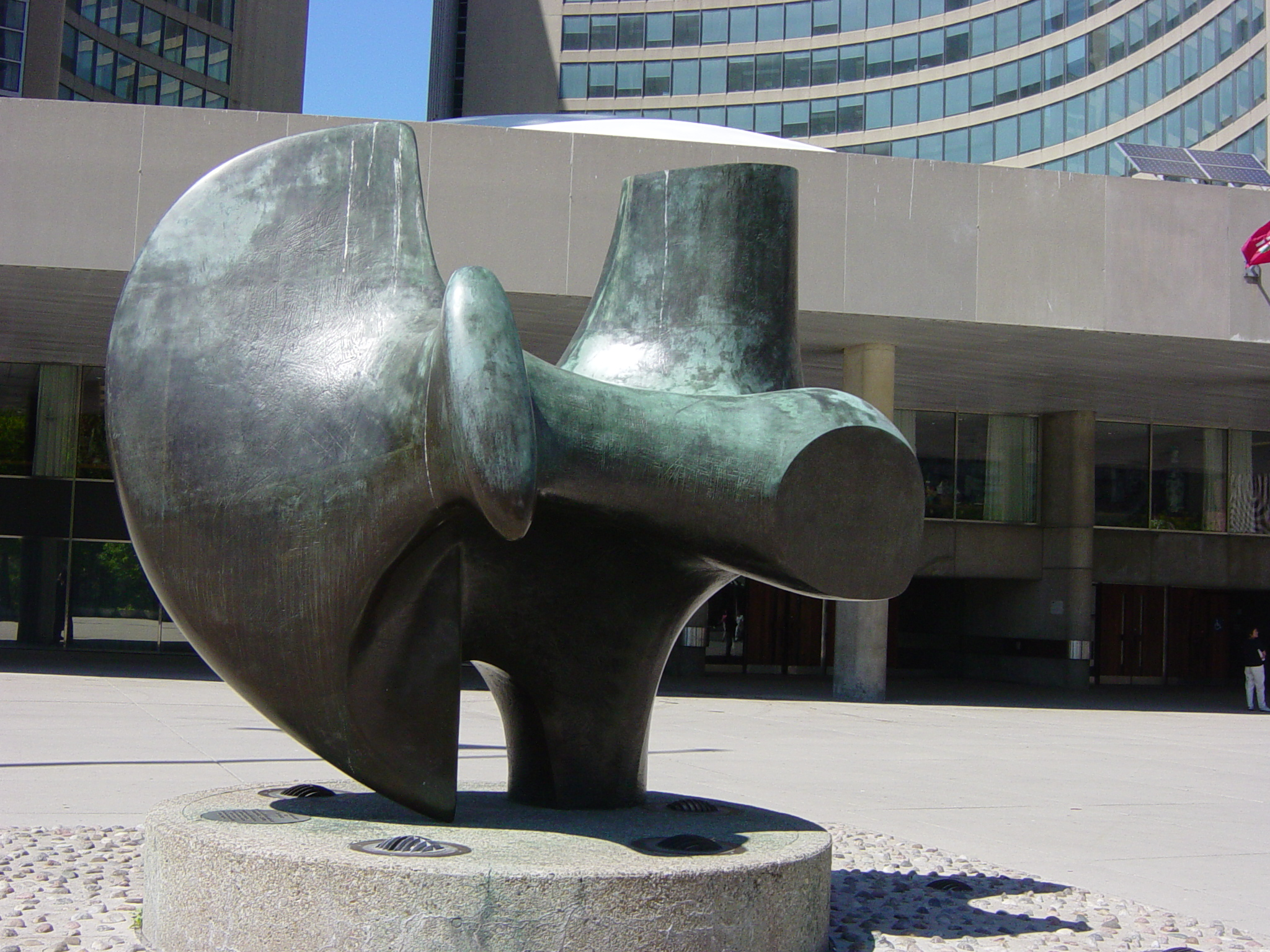
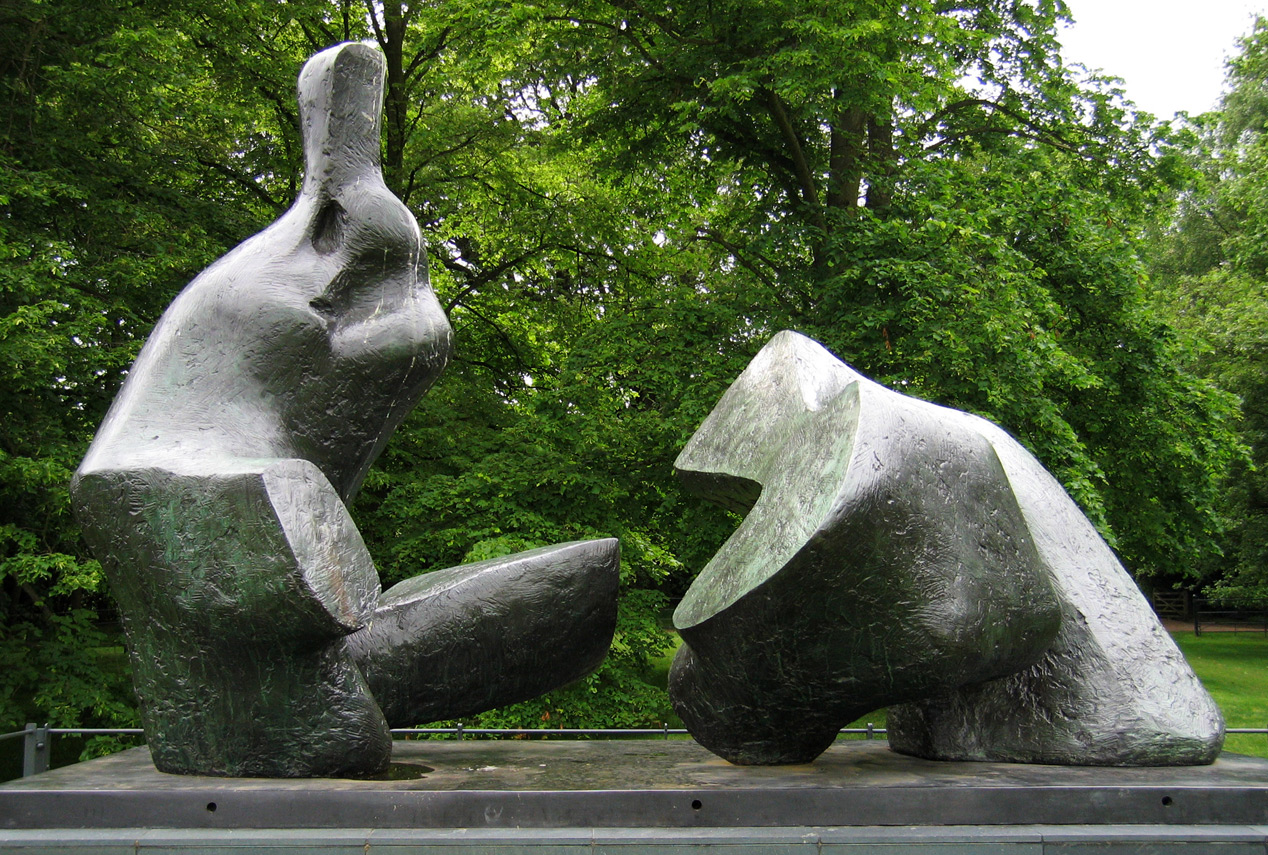
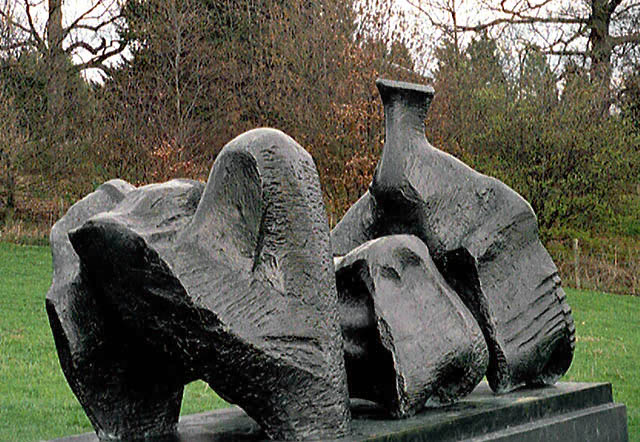
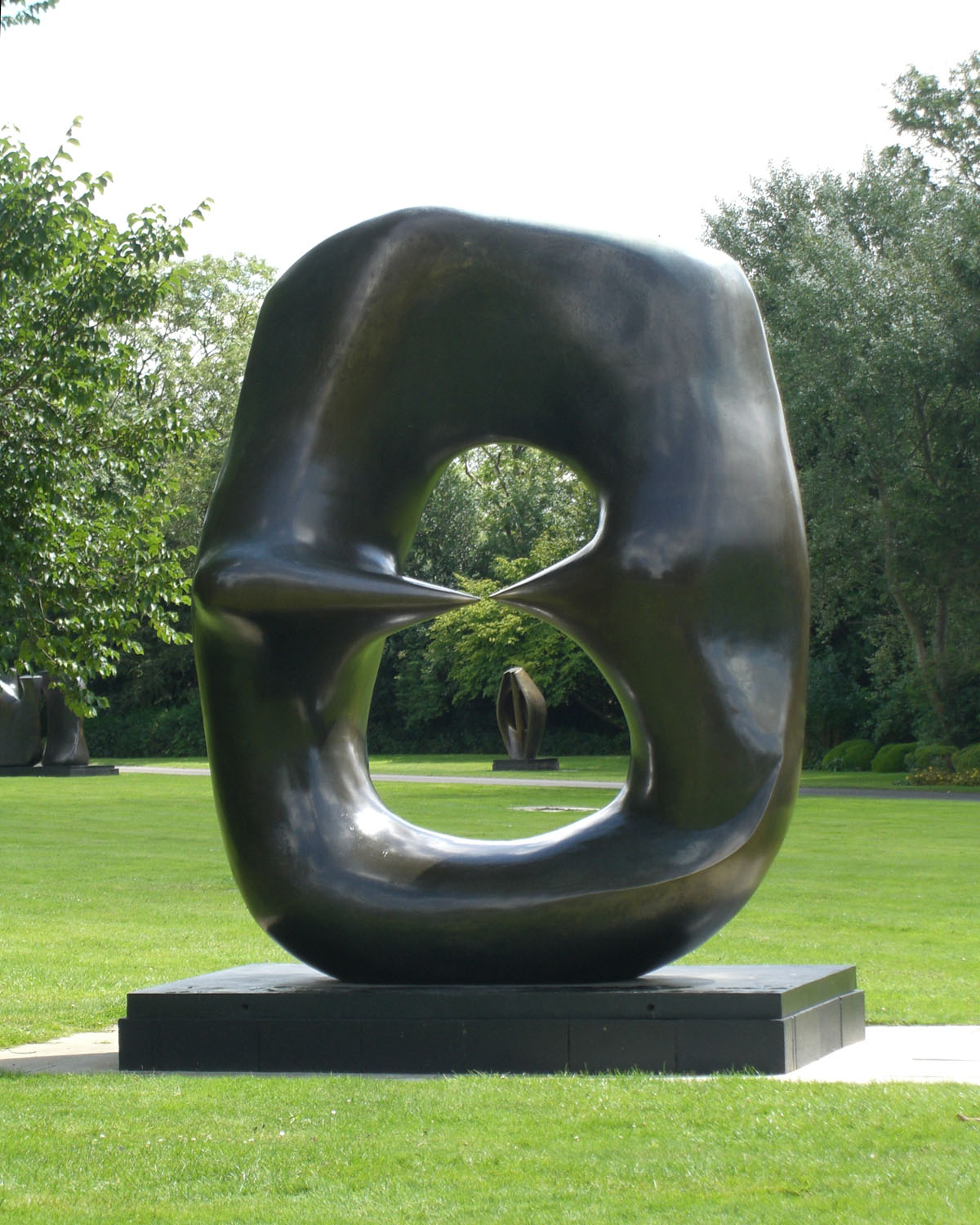
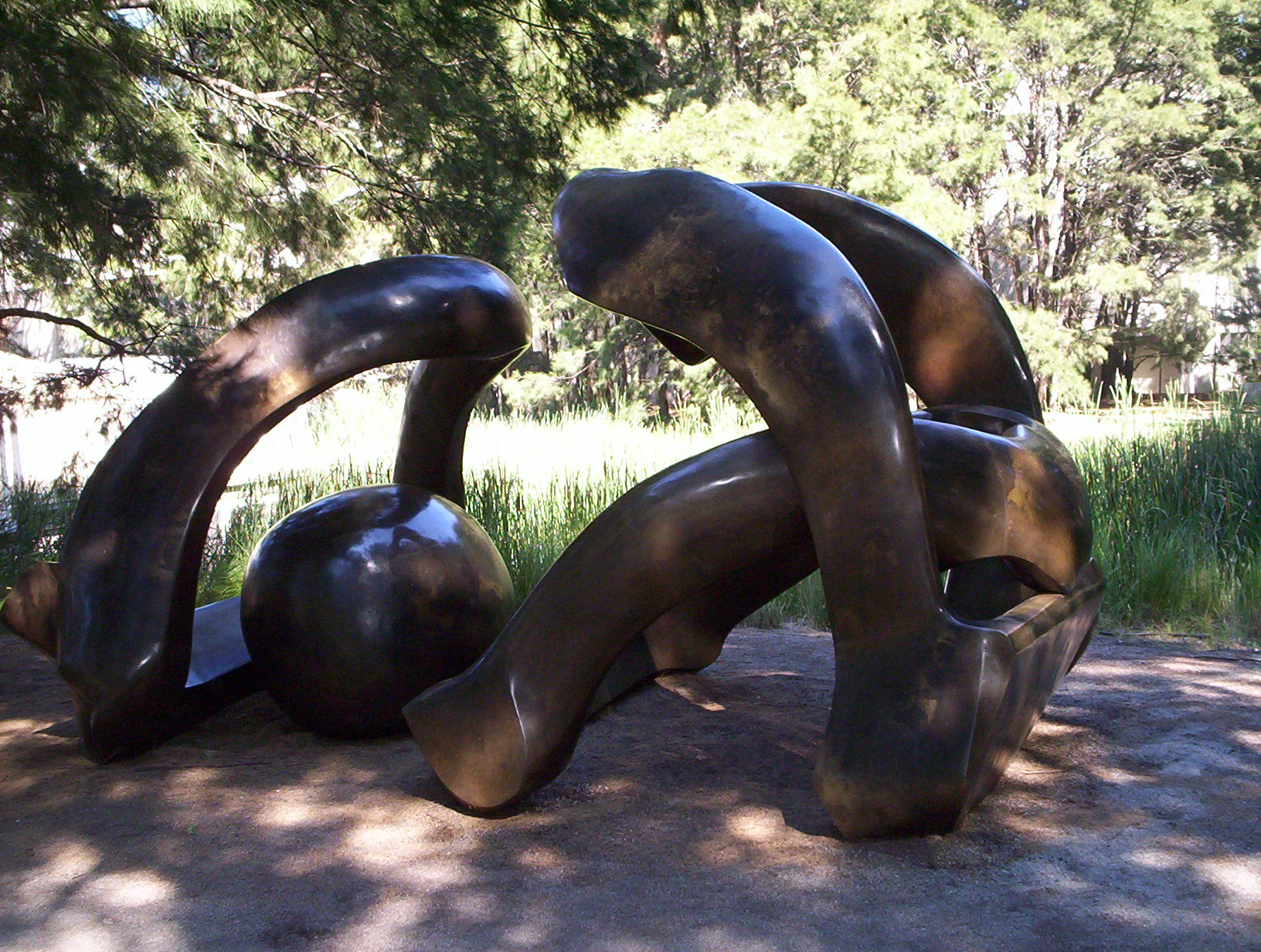
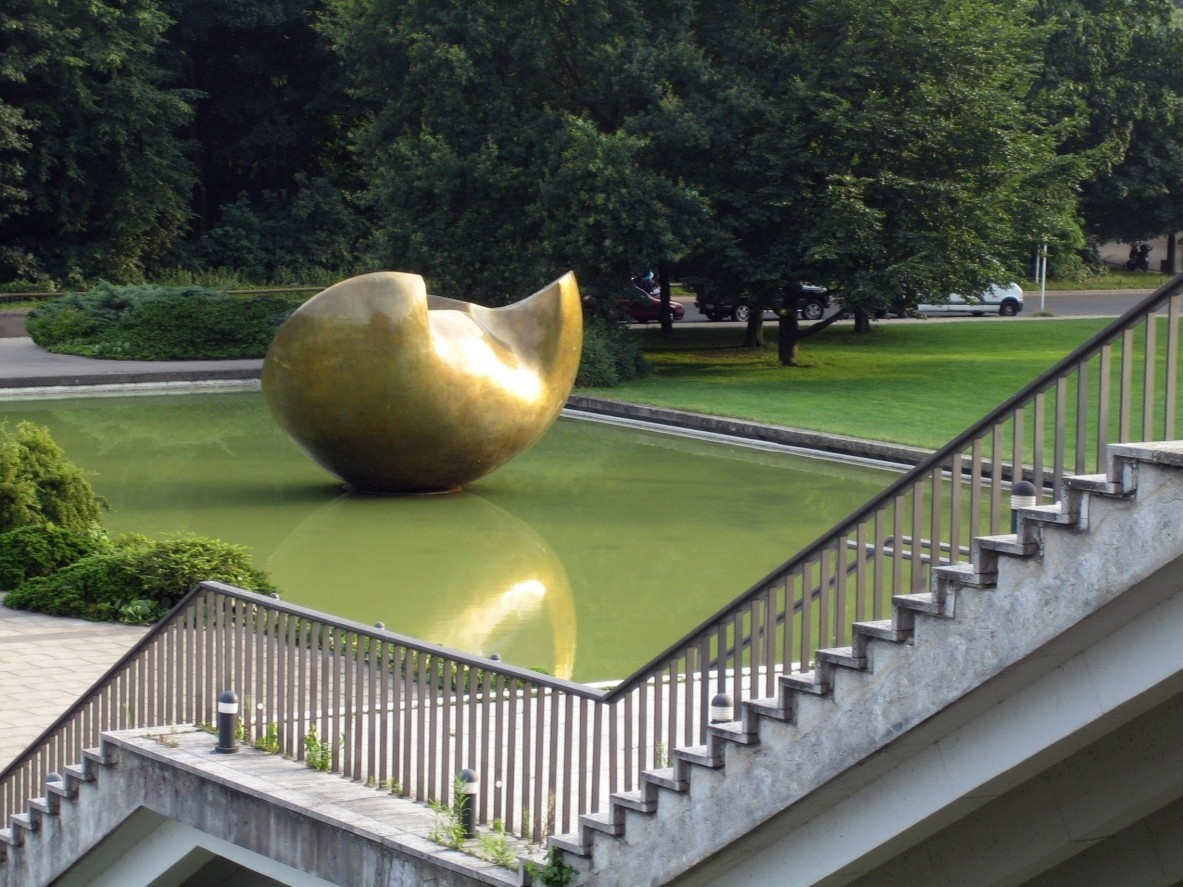
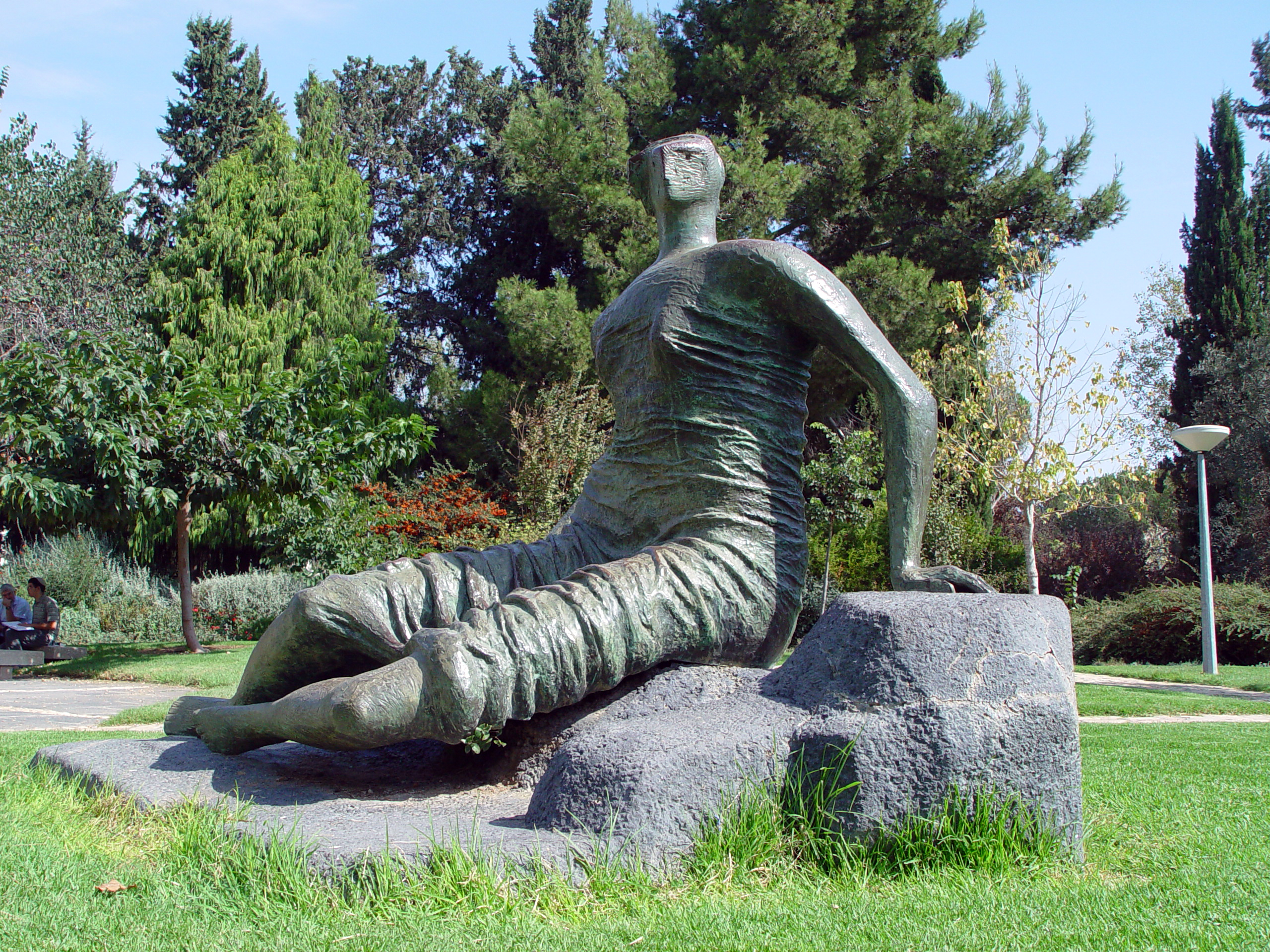
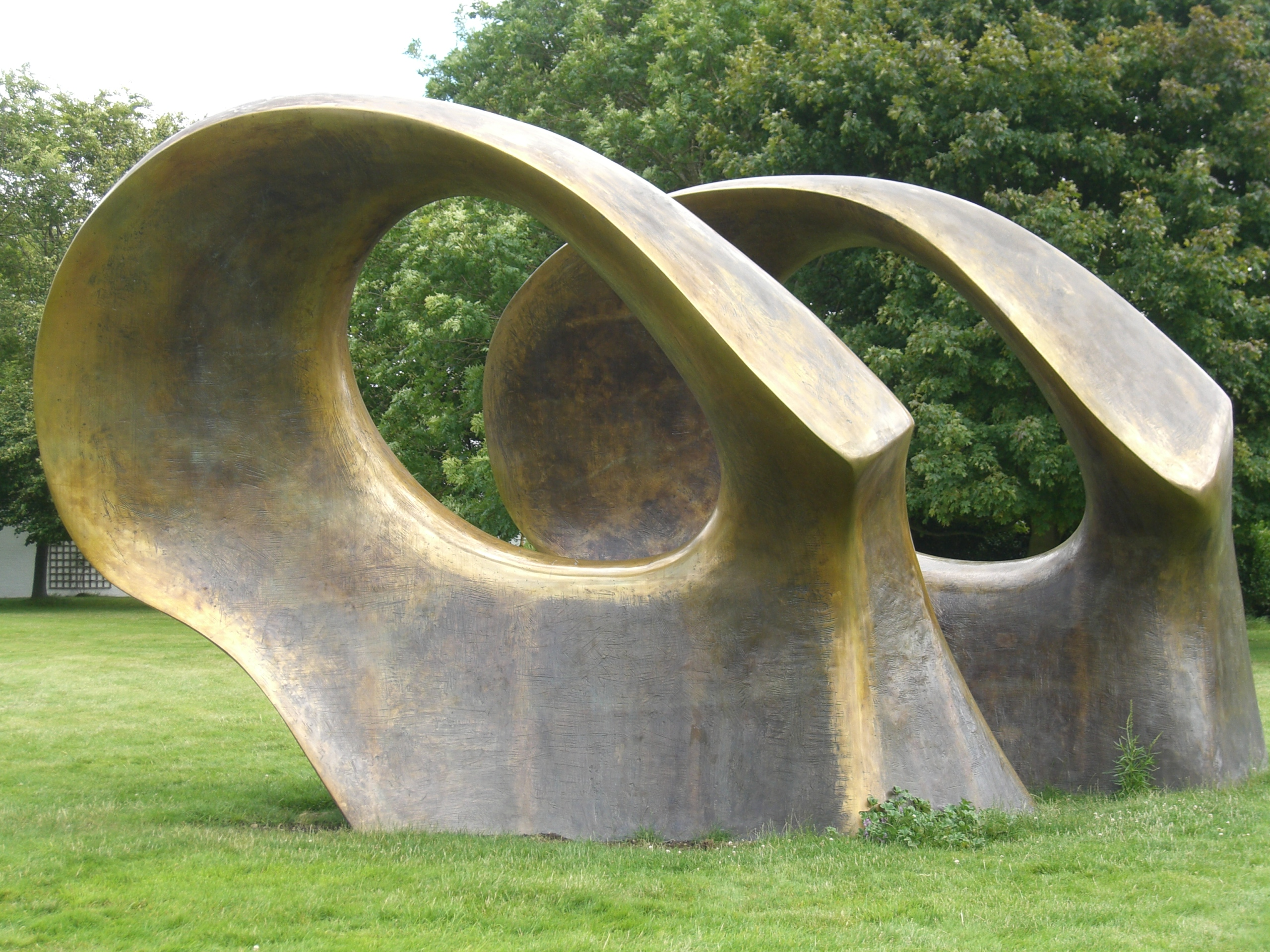
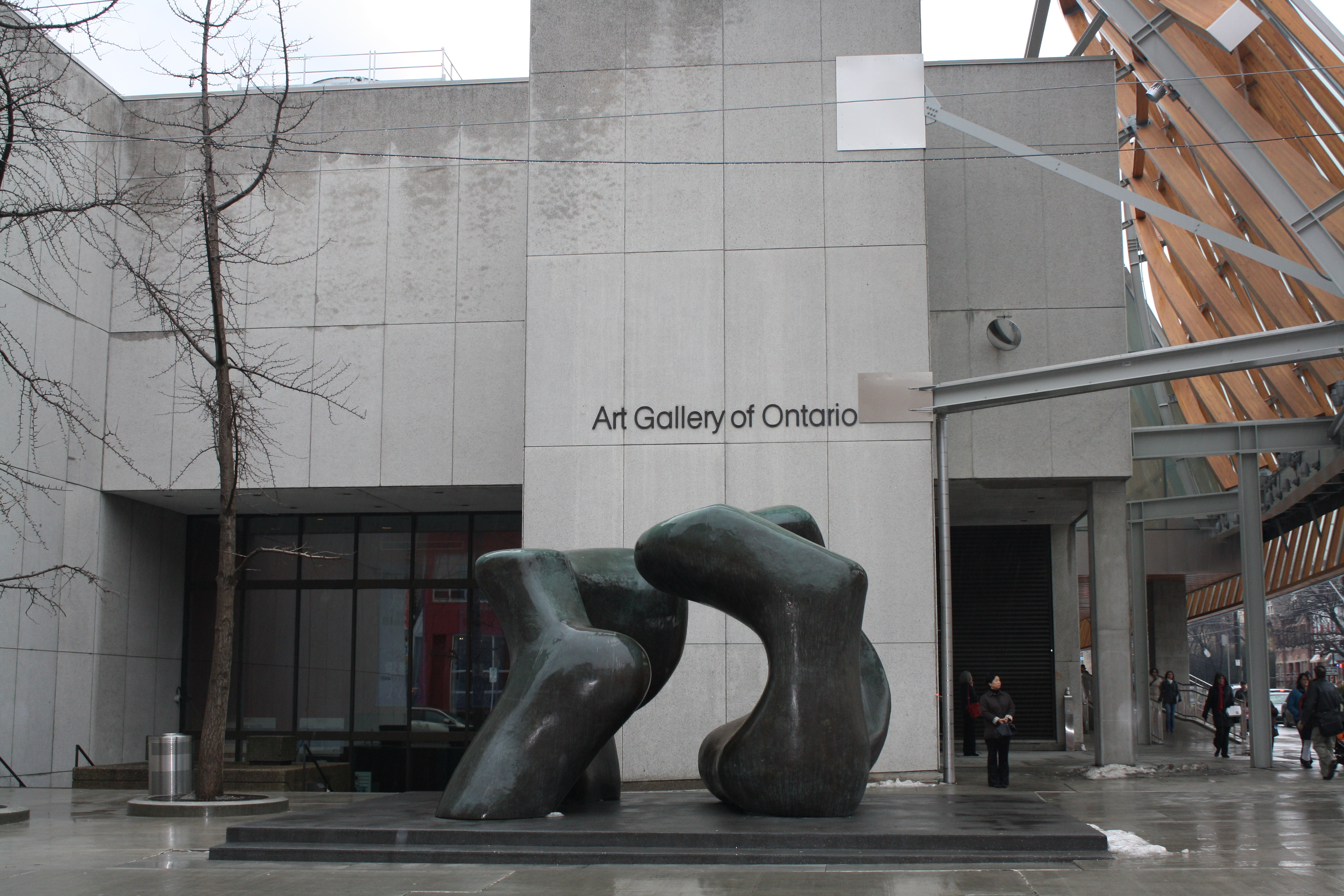